# James Elmer
James „Jimmy“ Andrew Elmer (* 8. Mai 1971 in Melbourne) ist ein ehemaliger australischer Hockeyspieler, der mit der australischen Hockeynationalmannschaft 2000 Olympiadritter war.

## Sportliche Karriere
1998 fanden in Kuala Lumpur die Commonwealth Games statt, erstmals gehörten Hockeywettbewerbe zum Programm der Commonwealth Games. Im Finale siegten die Australier mit 4:0 gegen die Auswahl Malaysias. Zwei Jahre später nahm Elmer an den Olympischen Spielen in Sydney teil. Die Australier gewannen ihre Vorrundengruppe mit drei Siegen und zwei Unentschieden. Im Halbfinale gegen die Niederländer stand es am Ende 0:0 und durch Penaltyschießen erreichten die Niederländer das Finale. Die Australier siegten im Kampf um Bronze gegen die pakistanische Mannschaft mit 6:3. James Elmer erzielte im Turnierverlauf drei Tore, eins davon im Spiel um den dritten Platz. Beim Penaltyschießen im Halbfinale konnte Elmer seinen Penalty verwandeln.
Der 1,76 m große James Elmer spielte für die Greenborough South West Strikers. Sein Bruder Lachlan Elmer war ebenfalls olympischer Medaillengewinner im Hockey.